# تايو سيمون
تايو سيمون (بالإنجليزية: Tyio Simon)‏ (مواليد 29 سبتمبر 1978 في أنتيغوا وبربودا) لاعب كرة قدم أنتيغوي دولي يجيد اللعب في خط الوسط . يلعب حاليا لصالح نادي ساب الأنتيغوي منذ 2003 .

## روابط خارجية
- تايو سيمون على موقع الاتحاد الدولي (مؤرشف)  (الإنجليزية)
- تايو سيمون على موقع قاعدة بيانات كرة القدم.إي يو (الإنجليزية)
- تايو سيمون على موقع ناشيونال فوتبول تيمز (الإنجليزية)
- تايو سيمون على موقع عالم كرة القدم.نت (الإنجليزية)